# Cricotopus slossonae
Cricotopus slossonae är en tvåvingeart som beskrevs av Malloch 1915. Cricotopus slossonae ingår i släktet Cricotopus och familjen fjädermyggor. Arten är reproducerande i Sverige. Inga underarter finns listade i Catalogue of Life.